# Musicland Studios
Musicland Studios var en inspelningsstudio i München som grundades av Giorgio Moroder i början av 1970-talet. Studion fanns i vad som idag är Arabella Sheraton Grand Hotel i stadsdelen Bogenhausen. Den lades ner i början av 1990-talet sedan byggandet av Münchens tunnelbana gjort att man inte längre kunde spela in musik på grund av störningarna.
I Musicland Studios upplevde sin storhetstid under 1970-talet då man under Moroders ledning producerade Donna Summer och hennes album "Lady of the Night" (1974), "Love to Love You, Baby" (1975), "Love Trilogy" (1976), "I Remember Yesterday" (1977). Electric Light Orchestra spelade vid samma tid in sina album "Face the Music" (1975), "A New World Record" (1976), "Out of the Blue" (1977), "Discovery" (1979), "Time" (1981) här. Andra artister som spelade in i Musicland Studios var bland andra Deep Purple, Iggy Pop och Led Zeppelin. Under 1980-talet spelade Queen in "The Game" (1980), "Hot Space" (1982), "The Works" (1984), "A Kind of Magic" (1986) här.
I Musicland arbetade Harold Faltermeyer och Pete Bellotte tillsammans med Moroder. 